# Energía en Arkansas
El estado estadounidense de Arkansas es un importante productor de gas natural y un productor menor de petróleo.
Aunque representa un pequeño porcentaje del consumo total, sus numerosos cursos de agua proporcionan una capacidad de generación hidroeléctrica superior a la media. Recientemente se ha empezado a aprovechar en el estado una exposición solar superior a la media, con tres instalaciones de generación solar fotovoltaica que entraron en funcionamiento en 2016 y otras más en construcción. El potencial eólico es modesto en Arkansas y el estado no cuenta con instalaciones de generación eólica a escala comercial.
Una red de 17 cooperativas regionales, cuatro empresas propiedad de inversores y varios proveedores municipales generan y suministran electricidad a los clientes de Arkansas. Cinco empresas suministran gas natural.

## Regulación
La Comisión de Servicios Públicos de Arkansas supervisa las cuatro empresas de gas natural y las 24 de electricidad del estado. La comisión carece de autoridad sobre 15 proveedores municipales.

## Política
Propiedad evaluada energía limpia (PACE)</br> Arkansas promulgó la legislación de energía limpia evaluada por propiedad (PACE) en 2013. La ley permite que se emitan bonos en distritos de mejoramiento de energía creados voluntariamente que luego se utilizan para financiar préstamos de bajo interés para energía renovable o mejoras de eficiencia. Desde entonces, las ciudades de Fayetteville y North Little Rock han formado distritos locales de mejora de la energía.
Medición neta</br> Las reglas de medición neta en el estado fueron establecidas por primera vez por la Comisión de Servicios Públicos de Arkansas en 2002 y se ampliaron en 2007. Es elegible la energía generada por sistemas renovables de hasta 25 kilovatios para clientes residenciales y hasta 300 kilovatios para clientes no residenciales. Según la ley, las empresas de servicios públicos otorgan a los clientes créditos por el exceso de energía que alimentan a la red . Los créditos que no fueron utilizados al final de un año de facturación se pueden usar en el próximo año de facturación hasta el uso promedio de cuatro meses del cliente en el año anterior. Cualquier crédito adicional se perderá en la empresa de servicios públicos.

## Eficiencia
El Consejo Estadounidense para una Economía de Eficiencia Energética clasificó a Arkansas en el puesto 31 entre los estados con mayor eficiencia energética en 2017, por debajo del puesto 27 en 2016. Arkansas ocupó el puesto 17 entre los demás estados en 2014 por el consumo total de energía per cápita .

## Electricidad
Arkansas consumió 48.194 millones de kilovatios hora en 2010. En 2012, el estado exportó 131 billones de BTU de electricidad más de lo que importó.

### Tarifas
La tarifa eléctrica media por kilovatio-hora en Arkansas fue de 0,08 dólares en 2014, la cuarta más baja del país. Las tarifas por sector en 2014 fueron de 0,10 dólares para el residencial, 0,06 dólares para el industrial y 0,08 dólares para el comercial.

### Generación

Generación neta por fuente de combustible.

En 2014, Arkansas tenía aproximadamente 14 754 megavatios de capacidad de generación neta de verano y generó 62 millones de megavatios hora.
Las instalaciones que proporcionan energía pública en el estado incluyen lo siguiente:
- cinco plantas de carbón
- 20 instalaciones hidroeléctricas, incluida una instalación de almacenamiento por bombeo
- 10 plantas a gas natural
- siete plantas de combustible dual de gas natural/ petróleo
- seis instalaciones solares fotovoltaicas
- dos instalaciones de gas de vertedero
- una central nuclear
- una planta de petróleo

Este estado alberga la planta de carbón John W. Turk Jr., que entró en funcionamiento en 2012 como la primera planta de energía de carbón ultra super crítica sustentable en los Estados Unidos.

Generación total de la industria eléctrica de Arkansas en megavatios hora por tipo de combustible, 1990–2012.

Emisiones</br> En 2014, la industria energética de Arkansas emitió 30 millones de toneladas métricas de dióxido de carbono, 66 524 toneladas métricas de dióxido de azufre y 33 229 toneladas métricas de óxidos de nitrógeno . En 2013, Arkansas se posicionó en el puesto 30 en la mayoría de las emisiones de dióxido de carbono relacionadas con la energía y el 16 en las emisiones de dióxido de carbono relacionadas con la energía per cápita.
Energía solar</br>
Un reporte del 2010 del Instituto para la Autosuficiencia Local reportó que Arkansas podría generar el 19 por ciento de su necesidad de energía de 2007 tan solo a partir de energía solar fotovoltaica en los techos.
Tres instalaciones que generan energía solar fotovoltaica a gran escala comenzaron a operar en Arkansas en 2016:
- La primera instalación solar a escala de servicios públicos del estado, una granja de 12 megavatios en East Camden que presta servicio a una planta de fabricación de Aerojet Rocketdyne . La energía sobrante de la finca se vende a la red eléctrica pública.[17]
- Una granja de 1 megavatio en Springdale operada por Ozarks Electric Cooperative[18]
- Una granja de 0,5 megavatios en Van Buren operada por la Cooperativa Eléctrica del Valle de Arkansas[19]

En 2017, el Centro de Energía Solar de Stuttgart de 81 megavatios empezó a operar en Stuttgart .
Están en progreso dos instalaciones de energía solar fotovoltaica:
- El Proyecto Solar Chicot de 100 megavatios será la instalación solar más grande del estado una vez que esté terminado.[21]
- Se planea abrir una instalación de 6.5 megavatios en 2018 en Clarksville .[22]

Se espera que una matriz de 1,2 megavatios para una planta de fabricación de L'Oréal en North Little Rock esté operativa a mediados de 2017. Las instalaciones notables de energía solar a pequeña escala incluyen energía fotovoltaica en la azotea de la Biblioteca Pública de Fayetteville y el Centro Presidencial Clinton en Little Rock .
Energía eólica
El Departamento de Energía de EE. UU. espera que el estado tiene 9.200 megavatios de capacidad potencial de energía eólica a 80 metros. Arkansas es uno de los 9 estados de EE. UU. y el Distrito de Columbia sin energía eólica a gran escala.
Otras renovables</br> Arkansas ocupa el puesto 14 entre los estados con mayor capacidad de generación hidroeléctrica instalada y el 16 con mayor generación a partir de biomasa . En 2011, las instalaciones hidroeléctricas produjeron 2.992 millones de kilovatios hora, mientras que 1.668 millones de kilovatios hora se produjeron a partir de biomasa, la gran mayoría de productos de la madera.

### Proveedores
Los proveedores de electricidad de Arkansas son cuatro empresas de servicios públicos propiedad de inversores y varias cooperativas municipales y regionales. La cooperativa de generación y transmisión Arkansas Electric Cooperative Corporation suministra energía al por mayor a 17 cooperativas regionales del estado.

## Gas natural

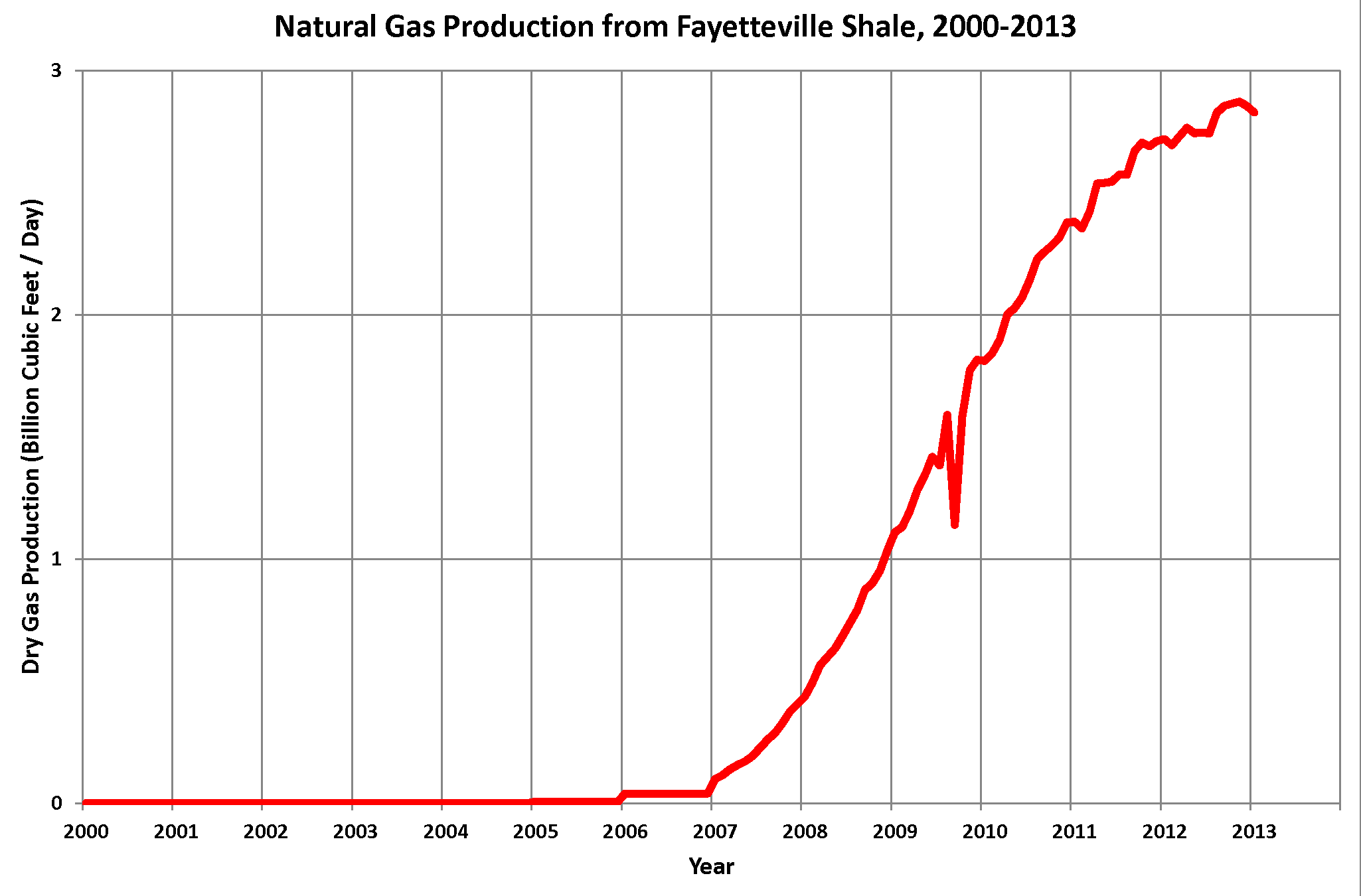
Extracción de gas natural de Fayetteville Shale de Arkansas, 2000–2013.

### Tarifas
En 2015, el promedio de las tarifas de gas natural por mil pies cúbicos fueron de $11.58 para clientes residenciales, $8.43 para clientes comerciales y $6.91 para clientes industriales.

### Producción
Fayetteville Shale, una estrecha formación geológica de la edad del Misisipí que atraviesa el centro del estado, representa casi toda la totalidad la producción de gas natural de Arkansas. Las reservas probadas de gas natural seco en el estado se estimaron en 12,789 millones de pies cúbicos en 2014.
La producción de gas natural comercializado en Arkansas duplicó con creces entre 2008 y 2010. En 2014, la producción de gas natural ascendió a 1,12 millones de pies cúbicos, ubicándose en el octavo lugar entre los demás estados. Arkansas representó el 4,1 por ciento de la producción estadounidense de gas natural comercializado en 2014.
fracking</br> Más de 1000 terremotos menores en 2010 y 2011 en Greenbrier llevaron a la Comisión de Petróleo y Gas de Arkansas a clausurar varios pozos de fracturación hidráulica . Los científicos de la Universidad de Memphis y el Servicio Geológico de Arkansas determinaron que los sismos probablemente fueron causados por la eliminación de aguas residuales del fracking subterráneo. Los residentes locales presentaron cinco demandas en un tribunal federal contra Chesapeake Operating Inc y BHP Billiton .

## Petróleo
La extracción de petróleo comenzó en el sur de Arkansas en 1920 con el pozo Hunter No. 1 instalado en el condado de Ouachita . La producción comercial de petróleo comenzó en 1921 con el pozo ST Busey en el condado de Union, cerca de El Dorado .
Las reservas de petróleo en el estado se estimaron en 55 millones de barriles en 2012, revisadas al alza desde los 40 millones de barriles en 2011.